# ورز دادن

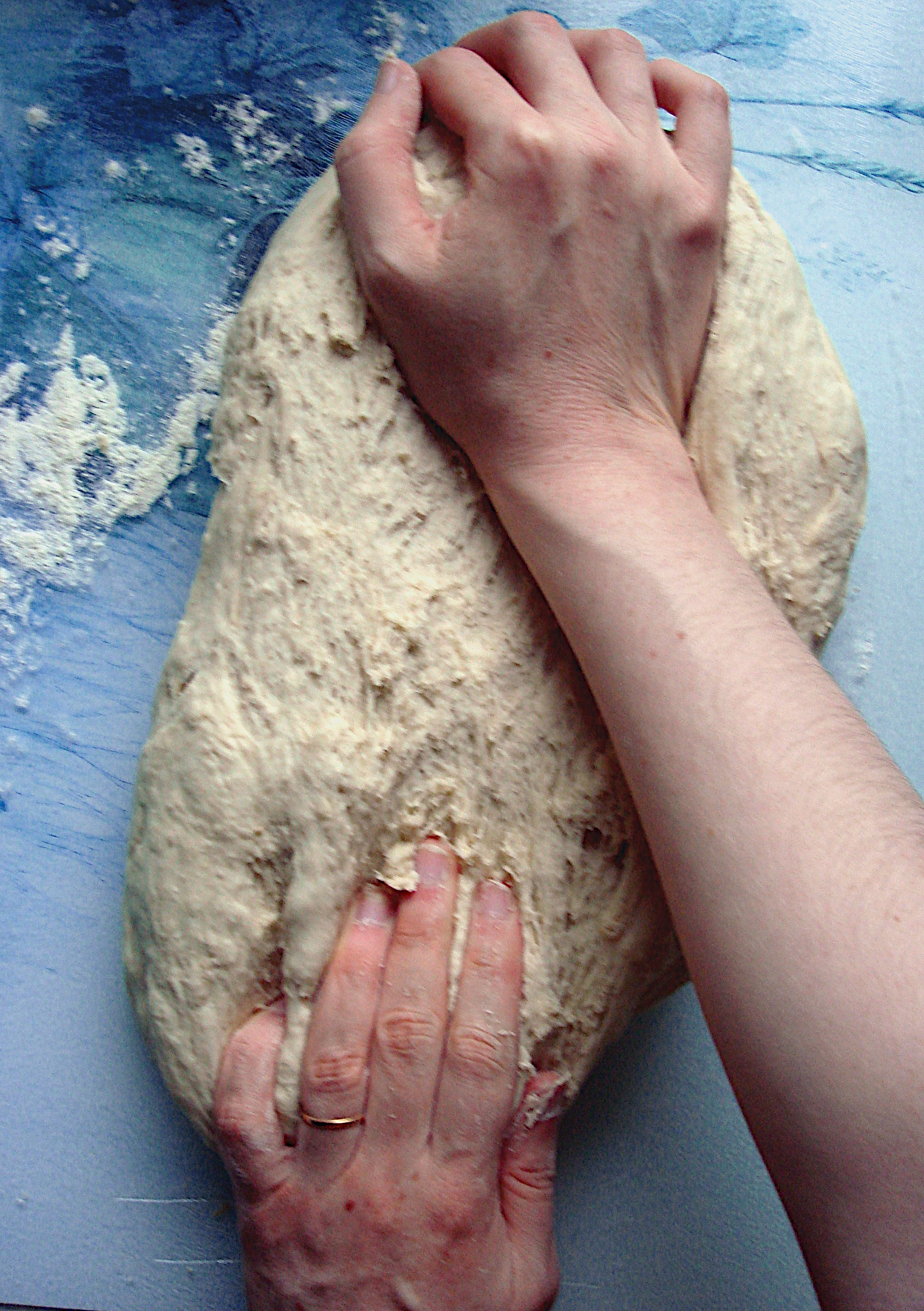
ورز دادن خمیر نان

در پخت و پز (و به‌طور خاص تنوری کردن) ورز دادن فرآیندی در تهیه نان یا خمیر است که برای مخلوط کردن مواد و تقویت بافت و افزودن چسبندگی به محصول نهایی استفاده می‌شود. این عمل اجازه می‌دهد تا فرایند پخت با رشد سریع‌تر گلوتن که از زمان ورز دادن خمیر ایجاد می‌شود، کوتاه شود.
اهمیت ورز دادن در مخلوط کردن آرد با آب است. وقتی این دو ماده با هم ترکیب و ورز داده می‌شوند، پروتئین‌های گلیادین و گلوتنین موجود در آرد منبسط شده و رشته‌هایی از گلوتن را تشکیل می‌دهند که به نان بافت می‌دهد. (برای کمک به تولید گلوتن، در بسیاری از دستور العمل‌ها از آرد نان استفاده می‌شود که پروتئین بیشتری نسبت به آرد همه منظوره دارد) فرایند ورز دادن این رشته‌های گلوتن را گرم و کشیده می‌کند و در نهایت خمیری کشسان و الاستیک ایجاد می‌کند.
اگر خمیر نان این رشته‌های گلوتن را ایجاد نکند، نمی‌تواند حباب‌های کوچک گاز (دی‌اکسید کربن) ایجاد شده توسط عامل مخمر (مانند مخمر یا بیکینگ پودر) را در خود نگه دارد و فرو ریخته و نان سنگین و متراکم باقی می‌ماند.
ورز دادن را می‌توان با دست (به روش سنتی)، با همزن مجهز به سری خمیرزن یا با دستگاه نان پز انجام داد. در ورز دادن با دست، خمیر را روی سطح آردپاشی شده قرار داده و با پاشنه دست فشار داده و پهن می‌کنند و سپس تا کرده و مرتباً ۹۰ درجه می‌چرخانند. این روند تا زمانی ادامه می‌یابد که خمیر یکدست و کشدار شود. سپس می‌توان به خمیر اجازه داد تا ور بیاید.
مشابه ورز دادن، مشت زدن است که پس از ورآمدن روی خمیر انجام می‌شود. خمیر را مشت زده و پس از آن مدت کوتاهی به آرامی ورز می‌دهند. هدف از این کار حذف هر گونه گاز گیر افتاده بزرگ است که در خمیر ایجاد شده است، این عمل بافتی یکنواخت در نان ایجاد کرده و مواد مغذی را برای مخمر توزیع می‌کند، بنابراین تخمیر ادامه می‌یابد. سپس خمیر را می‌توان برای بار دوم ور آورد. یکی دیگر از روش‌های این فرایند (به عنوان «تا کردن» نیز شناخته می‌شود) این است که قبل از تا کردن خمیر از کناره‌ها به وسط، خمیر ورآمده را به آرامی کشیده و به خارج یا داخل پهن یا جمع می‌کنند.
در پخت نان، ورز دادن را می‌توان با فرایند تخمیر خمیر نسبتاً مرطوب و کم مخمر، برای بیش از ۱۲ ساعت جایگزین کرد، که به گلوتن اجازه می‌دهد بدون ورز دادن، قبل از شکل دهی و چانه زنی رشد کند، و ور بیاید، به این روش نان بدون ورز می‌گویند.